# Chlamydiaceae
Chlamydiaceae — родина бактерій, які належать типу Chlamydiae, ряду Chlamydiales. Всі види Chlamydiaceae грам-негативні і виробляють характерний для родини ліросахарідний епітоп антигена αKdo-(2→8)-αKdo-(2→4)-αKdo (раніше відомий як характерний для роду епітоп). Гени рРНК Chlamydiaceae мають як мінімум 90% гомологічності послідовності ДНК. Види Chlamydiaceae мають різну морфологію включення і різні екстрахромосомні плазміди.